# Табулгинский сельсовет
Табулгинский сельсовет — сельское поселение в Чистоозёрном районе Новосибирской области Российской Федерации.
Административный центр — посёлок Табулга.

## История
Статус и границы сельского поселения установлены Законом Новосибирской области от 2 июня 2004 года № 200-ОЗ «О статусе и границах муниципальных образований Новосибирской области»

## Население
| 2002  | 2010  | 2012  | 2013  | 2014  | 2015  | 2016  |
| ----- | ----- | ----- | ----- | ----- | ----- | ----- |
| 2927  | ↘2905 | ↘2858 | ↘2826 | ↘2791 | ↘2761 | ↘2721 |
| 2017  | 2018  | 2019  | 2020  | 2021  |       |       |
| ↘2701 | ↘2687 | ↘2674 | ↘2651 | ↘2638 |       |       |

## Состав сельского поселения
| № | Населённый пункт | Тип населённого пункта          | Население |
| - | ---------------- | ------------------------------- | --------- |
| 1 | Лебяжинский      | посёлок                         | ↘1        |
| 2 | Озёрный          | посёлок                         | ↘172      |
| 3 | Табулга          | посёлок, административный центр | ↗2570     |
| 4 | Табулгинский     | посёлок                         | ↘162      |